# سد سیونس
سد سیونس (به فرانسوی: Barrage de Sivens) یک سد در فرانسه است که در Lisle-sur-Tarn واقع شده‌است.